# Пирятинська волость
Пирятинська волость — адміністративно-територіальна одиниця Пирятинського повіту Полтавської губернії з центром у повітовому місті Пирятин (до складу волості не входило).
Станом на 1885 рік — складалася з 40 поселень, 43 сільських громад. Населення 8930 — осіб (4344 осіб чоловічої статі та 4586 — жіночої), 1193 дворових господарств.
Найбільші поселення волості станом на 1885:
- Арсенівський хутір
- Велика Круча
- Високе
- Заріччя
- Повстин
- Сотниківка
- Щербаківка

Старшинами волості були:
- 1900—1904 роках селянин Яків Іванович Гречанівський[2],[3];
- 1913 року Іван Вікторович Ростапіро[4];
- 1915 року Антон Романович Катеринич[5].